# Iranische Bibliothek in Hannover

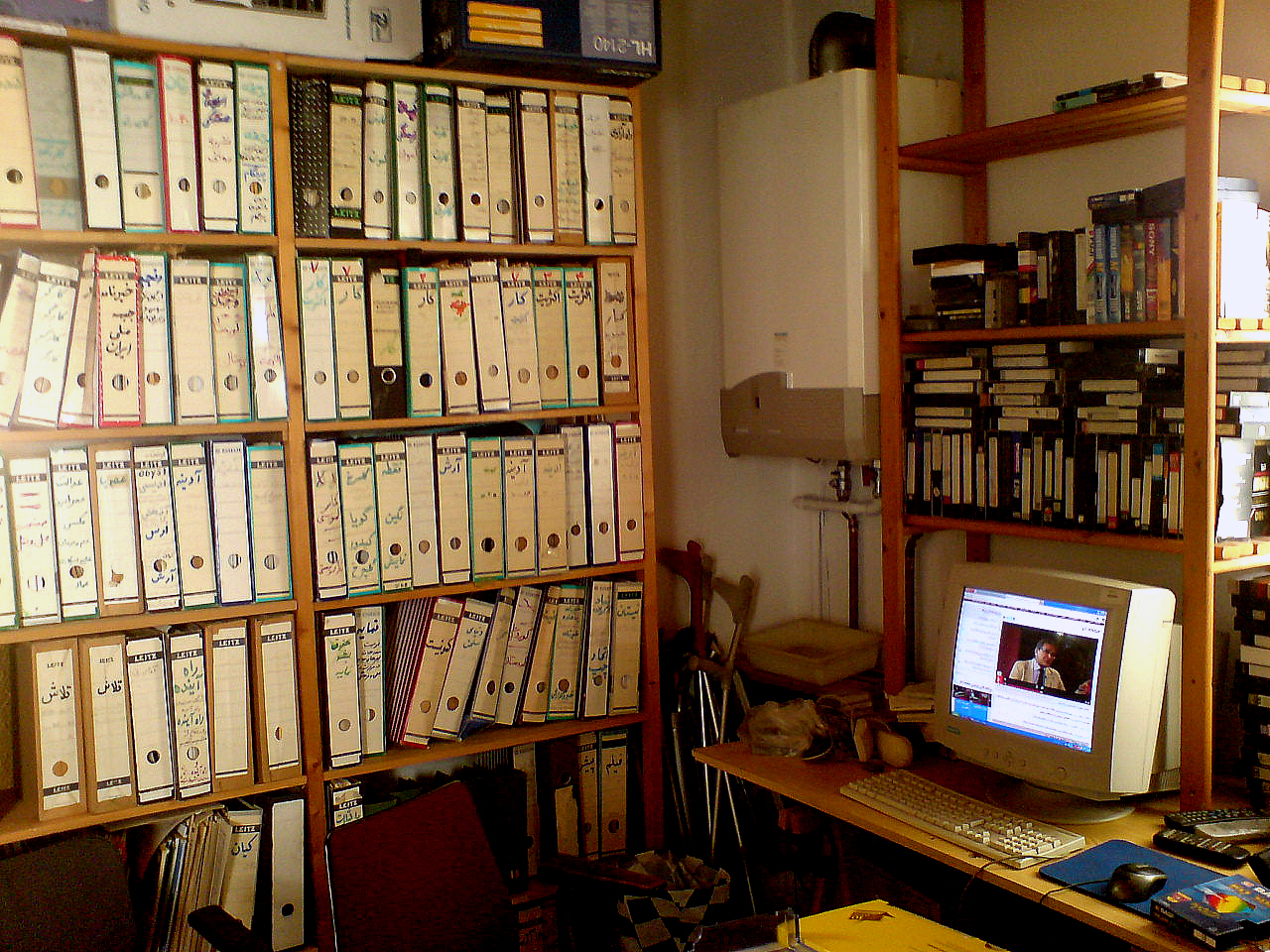
Computer, Videokassetten und Graue Literatur im Ersten Stock der Bibliothek

Die Iranische Bibliothek in Hannover e.V. ist ein soziokulturelles Zentrum und eine Bibliothek, die sich auf die Sammlung sogenannter Grauer Literatur in persischer Sprache aus und über den Iran spezialisiert hat. Sitz des gemeinnützigen Vereins ist seit Ende 2012 die Vordere Schöneworth 17 (Hinterhaus) im hannoverschen Stadtteil Nordstadt.
Die Bibliothek enthält Werke in Prosa und Lyrik, Literatur, Geschichte und Wissenschaft, Literatur unterschiedlicher Gruppierungen und über Menschenrechtsverletzungen im Iran. Zu der Sammlung gehören auch im Iran verbotene literarische Werke. Die Bücher sind vorwiegend in persischer Sprache verfasst, gesammelt wird aber auch Literatur über den Iran in anderen Sprachen sowie Filme und Dokumentationen zum Iran. Da es für Exil-Iraner schwierig ist, an persischsprachige Literatur zu gelangen, kommt der Bibliothek, auch in Hinsicht des Kontaktepflegens, eine besondere Bedeutung zu.

## Geschichte
Die Iranische Bibliothek wurde 1983 von Exil-Iranern gegründet. Seit 1985 hatte sie ihren Sitz im Gartenhaus Hannover gegenüber dem Alten Jüdischen Friedhof an der Oberstraße. Ab 2010 war die Bibliothek vorübergehend in der Tulpenstraße 15 untergebracht, bis sie 2012 in die Vordere Schöneworth 17 zog.
Die Bibliothek ist die kleinere von zwei auf den persischen Sprachraum spezialisierten Bibliotheken in Hannover, ihre größere Schwester das 1993 gegründete Projekt Iranisches Dokumentationszentrum und Bibliothek bei Kargah auf dem FAUST-Gelände im Stadtteil Linden-Nord. Der gemeinsame Bestand beiden Bibliotheken ist „eine der größten Sammlungen persischsprachiger Literatur in Europa“.

## Verein

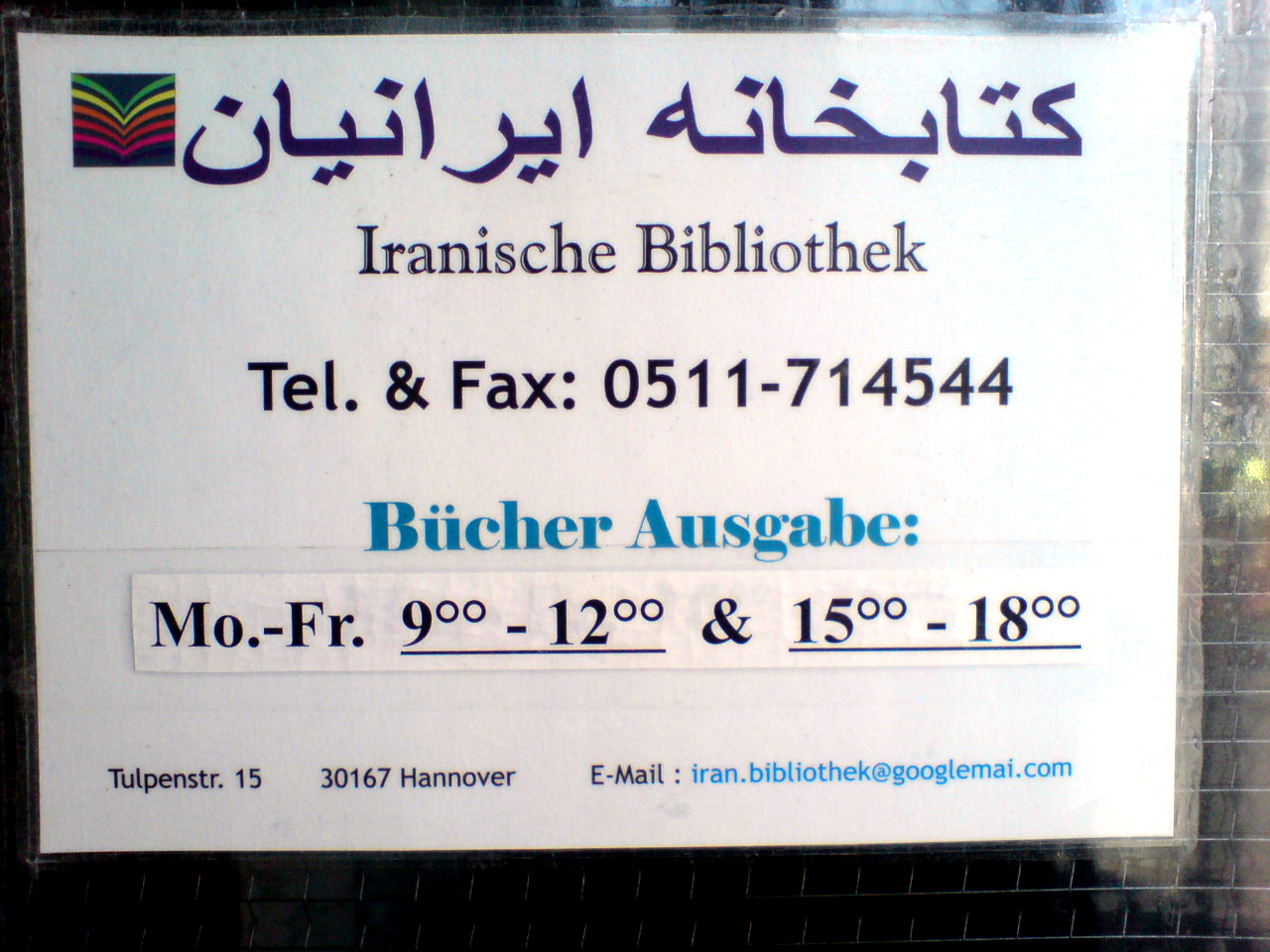
Öffnungszeiten und Kontakt-Daten

Ziel des 1998 gegründeten Vereins ist insbesondere die „Förderung soziokultureller Kontakte zwischen IranerInnen und NichtiranerInnen“ sowie Pflege und Ausbau der Sammlung. Bereits im Jahr 1999 umfasste der Bestand der Bibliothek über 10.000 Bände, der Verein zählte 970 Mitglieder, nicht nur Iranerinnen und Iraner, sondern auch Deutsche und Afghanen. Die Bibliothek wird vorwiegend ehrenamtlich betrieben, der Verein finanziert sich über Mitgliedsbeiträge und Spenden sowie Projektmittel für die soziokulturelle Arbeit mit Migranten. Die Bibliothek ist der Allgemeinheit zugänglich und jeden Werktag geöffnet.

## Vernetzung
Die Bibliothek ist Mitglied des Verbunds fremdsprachiger Bibliotheken in Hannover, eines integrativen Kulturprojekts, zu dem auch die Hannah-Arendt-Bibliothek, die chinesische Leihbücherei sowie die liberale jüdische Bibliothek gehören. Die Bibliotheken präsentierten sich im Oktober 2013 in der Stadtbibliothek Hannover zum Auftakt der bundesweiten Aktionswoche Treffpunkt Bibliothek. Die Stadtbibliothek koordiniert den Verbund und die originalschriftliche Katalogisierung seiner Bestände im Gemeinsamen Bibliotheksverbund GBV.